# Greenville Swamp Rabbits
Die Greenville Swamp Rabbits sind ein US-amerikanisches Eishockeyfranchise aus Greenville, South Carolina. Es spielt seit der Saison 2010/11 in der ECHL. Eine Kooperation in die National Hockey League besteht mit den Los Angeles Kings.

## Geschichte
Die Johnstown Chiefs aus der ECHL wurden 2010 nach Greenville, South Carolina, umgesiedelt und in Greenville Road Warriors umbenannt. Die Ursache für die Umsiedlung war ein jährlicher Verlust von 100.000 US-Dollar und gestiegene Mietkosten für die Cambria County War Memorial Arena. In Greenville füllen die Road Warriors die Lücke, die 2006 durch den Wegfall der Greenville Grrrowl entstand. Am 29. Juni 2010 wurde der ehemalige Eishockeyprofi und Assistenztrainer der Cincinnati Cyclones, Dean Stork, als erster Cheftrainer des Franchises offiziell vorgestellt.
In der ersten Saison 2010/11 war man direkt das punktbeste Hauptrundenteam der Eastern Conference dieser Liga und in der Saison 2013/14 unterlagen die Warriors in den Playoffs erst im Eastern-Conference-Finale den Cincinnati Cyclones.
Im August 2015 wurde der Name des Franchise in den heutigen Namen geändert, womit auf den in der Umgebung verlaufenden Swamp Rabbit Trail angespielt wird. Dabei handelt es sich um ein Netz von Wanderwegen, das auf stillgelegten Eisenbahnschienen verläuft und das seinen Namen vom dort beheimateten Sumpfkaninchen erhielt.
Von 2010 bis 2018 bestand eine Kooperation mit dem NHL-Team New York Rangers und deren AHL-Partner den Hartford Wolf Pack. Mit Brandon Halverson, Mackenzie Skopski und Cam Talbot schafften in dieser Zeit 3 Spieler aus Greenville die Einsatzmöglichkeit in der NHL. Mit Beginn der Saison 2019/20 ging man eine Kooperation mit den Carolina Hurricanes ein, die bereits nach einem Jahr beendet wurde und durch eine Zusammenarbeit mit den Florida Panthers ersetzt wurde.
Eishockeyspieler des Franchise, welche in ihrer weiteren Karriere erfolgreich in hochklassigen europäischen Ligen spielten, sind u. a.
| - Brandon Alderson - Jack Combs - Jordan Knackstedt - Josh Nicholls | - Trevor Parkes - Blake Parlett - Vinny Saponari - Mark Voakes |